# Baureihe 425
Baureihe 425 – niemiecki elektryczny zespół trakcyjny produkowany w latach 1998–2004 dla kolei niemieckich.
Wyprodukowano 156 zespołów trakcyjnych. Zostały wyprodukowane do prowadzenia podmiejskich pociągów pasażerskich na zelektryfikowanych liniach kolejowych. Elektryczne zespoły trakcyjne eksploatowane są m.in. na regionalnych liniach kolejowych Frankonii.